# Яків-Мавробійця

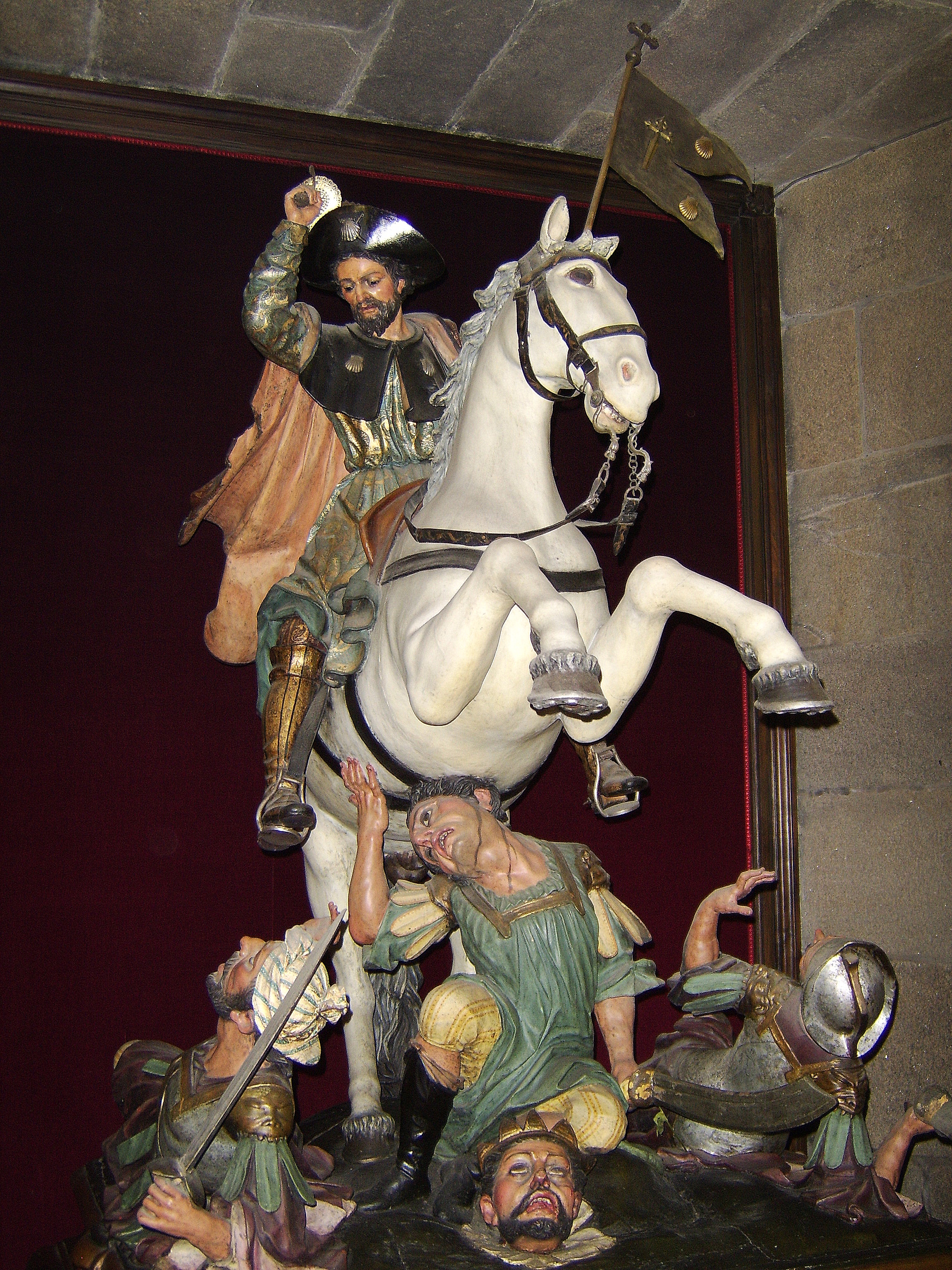
Яків-Мавробійця (Собор святого Якова, Іспанія)

Я́ків-Мавробі́йця (ісп. Santiago Matamoros, МФА: [sãn̪.ˈtja.ɣo ma.ta.ˈmo.ɾos]) — популярний образ апостола Якова на Піренейському півострові від XI століття. Пов'язаний із легендою про битву при Клавіхо 844 року, в ході якої  Яків з'явився християнському воїнству і допоміг перемогти орди маврів. Культ святого Якова-Мавробійці був поширений серед іспанських і португальських лицарів, хрестоносців, учасників Реконкісти. На честь святого було створено Орден Сантьяго. Головним місцем вшанування став Компостельський собор Якова в Галісії. В іконографії зображується лицарем, що несе прапор із Яківським хрестом, й перемагає мусульманських вояків. 1760 року папа Климент XIII проголосив апостола Якова патроном іспанців. Образ Якова-Мавробійці присутній у численних іспанських і португальських творах образотворчого мистецтва та літератури. Також — Матамо́рос (ісп. Matamoros), Матамо́руш (порт. Matamoros).

## Галерея

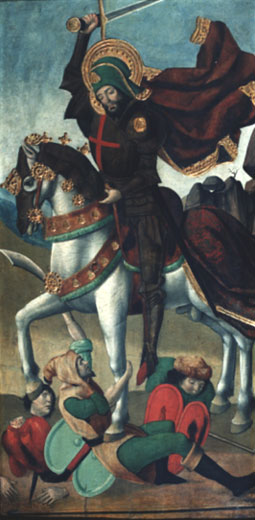
Яків-Мавробійця Іспанія, XV ст.
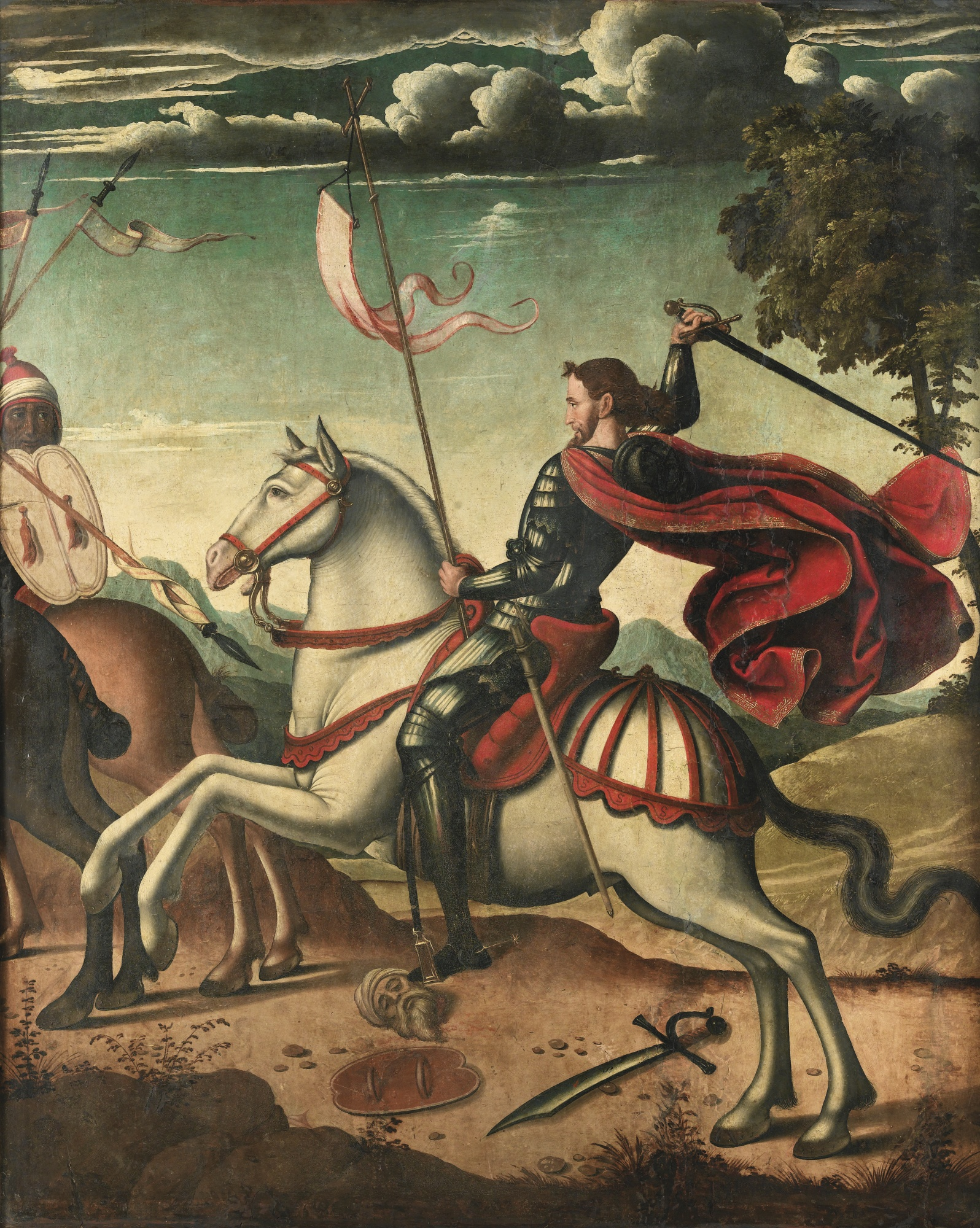
Яків-Мавробійця Іспанія, XVI ст.
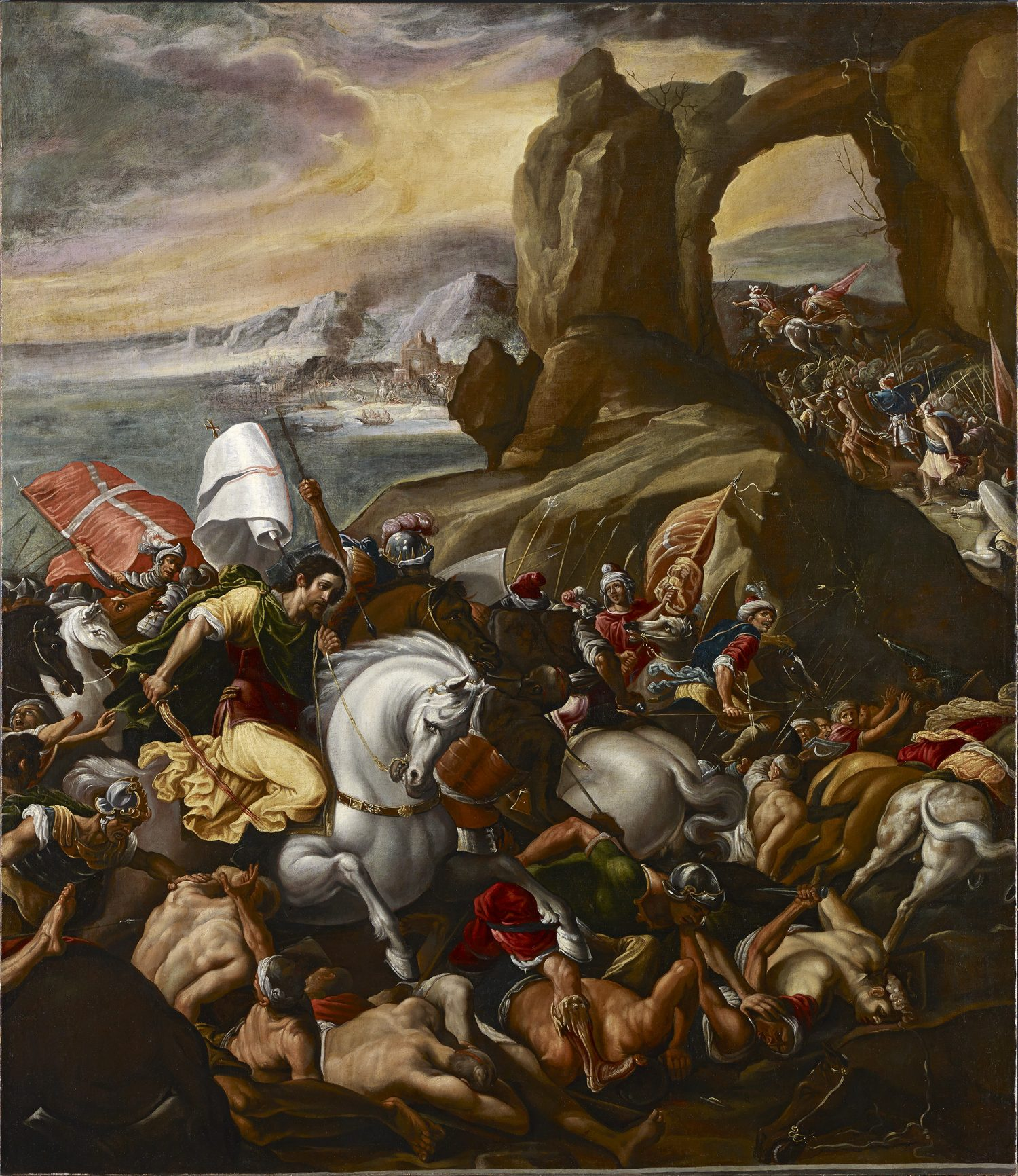
Яків-Мавробійця Борджанні, 1606
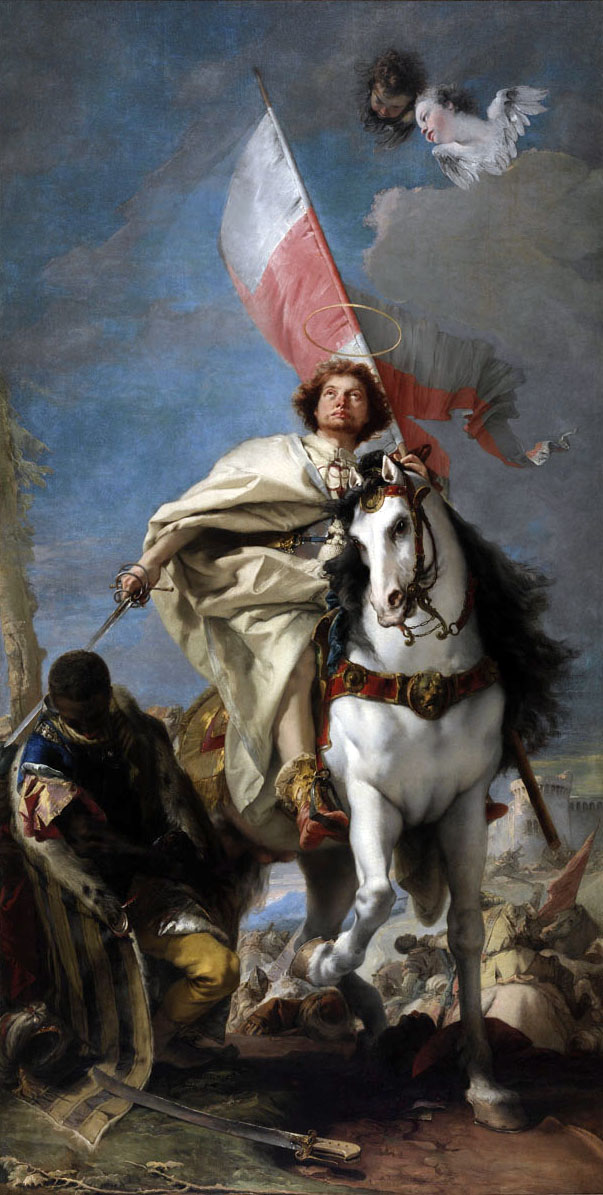
Яків-Мавробійця Тьєполо, 1700
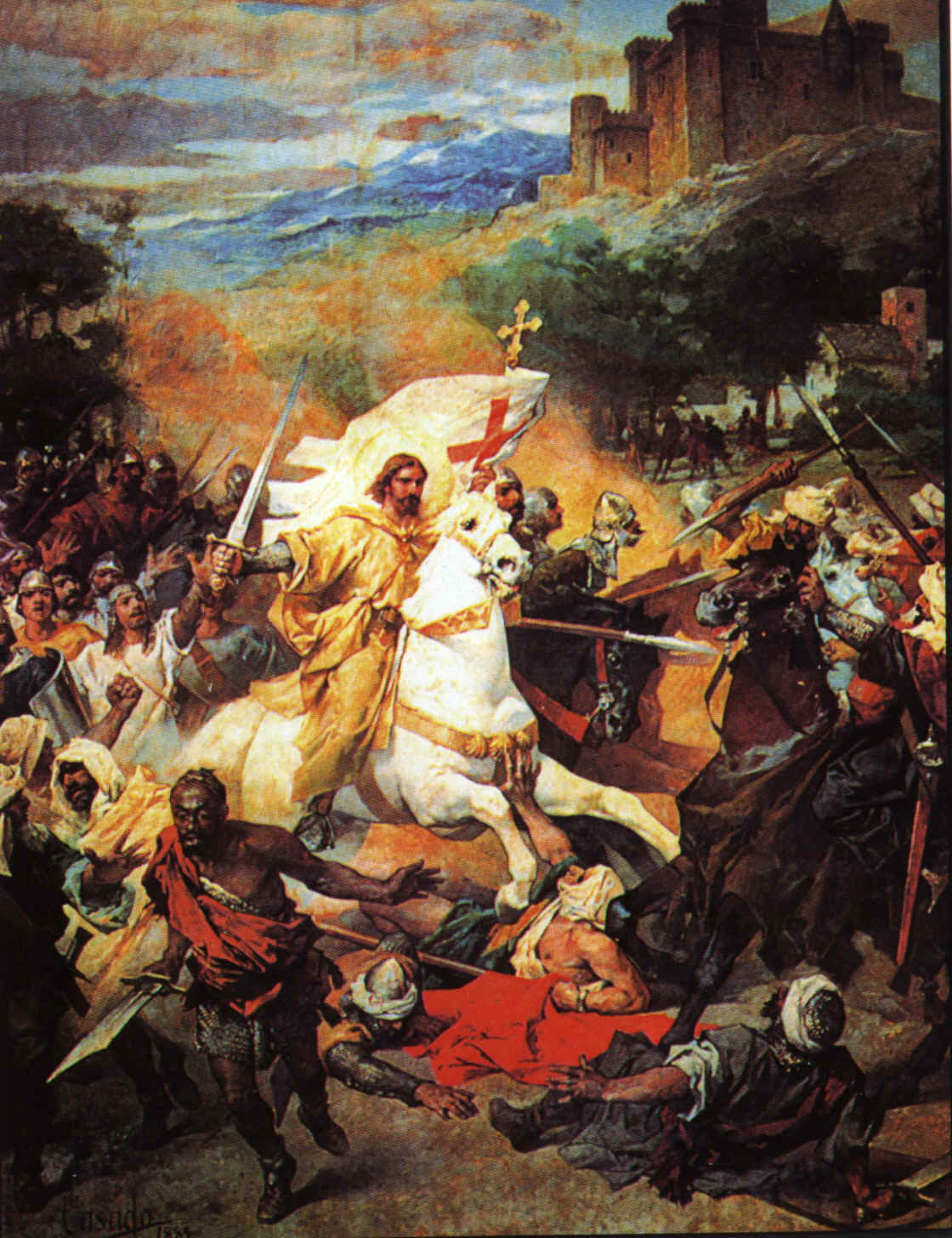
Яків-Мавробійця Хосе Касадо, 1885